# Richard Buckminster Fuller

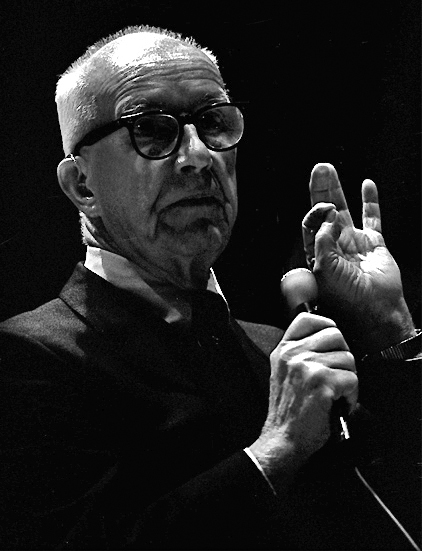
Richard Buckminster Fuller (1972)

Richard Buckminster Fuller (oft abgekürzt zu R. Buckminster Fuller, auch Bucky Fuller genannt; * 12. Juli 1895 in Milton, Massachusetts; † 1. Juli 1983 in Los Angeles) war ein US-amerikanischer Architekt, Konstrukteur, Visionär, Designer, Philosoph und Schriftsteller.

## Leben und Wirken

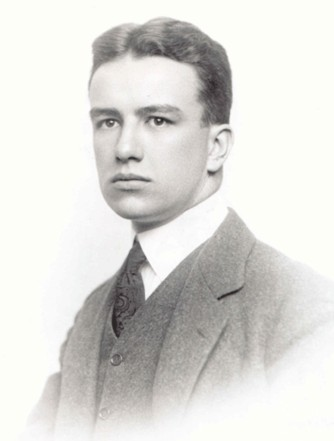
Richard Buckminster Fuller

Fuller stammte aus einer wohlhabenden Familie. Er war eines von vier Kindern des Lederwarenhändlers Richard Buckminster Fuller und dessen Frau Caroline Wolcott Andrews. Er war zudem der Großneffe von Margaret Fuller, einer amerikanischen Journalistin und Bürgerrechtlerin. Sein Cousin war der Journalist und Schriftsteller John Phillips Marquand, der 1938 den Pulitzer-Preis für seinen Roman Der selige Mister Apley erhielt.
1914 lernte er Anne Hewlett (1896–1983), Tochter des prominenten New Yorker Architekten James Monroe Hewlett, kennen. Die beiden heirateten in New York am 12. Juli 1917, seinem 22. Geburtstag. Sie hatten zwei Töchter, Alexandra (1918–1923) und Allegra (1927–2021). Alexandra starb mit vier Jahren an Kinderlähmung und spinaler Meningitis. Allegra Fuller Snyder gründete das Board of Directors des Buckminster Fuller Institute und wurde dessen Vorsitzende.
Buckminster Fuller begann 1912 in Harvard zu studieren. Er wurde jedoch 1913 wegen „Nichterfüllung seiner wissenschaftlichen Verantwortung“ ausgeschlossen, als er vermutlich wegen exzessiven Feierns eine Prüfung verpasste. Nachdem er wieder zugelassen wurde, wurde er 1915 dann endgültig ausgeschlossen. Fuller wurde hierauf Marinesoldat. 1927, im Alter von 32 Jahren, war er bankrott, arbeitslos und nach dem Tode seines ersten Kindes nahe daran, sich das Leben zu nehmen. Er beschloss, sein weiteres Leben als Experiment zu verstehen: Er wollte feststellen, was eine einzelne Person dazu beitragen kann, die Welt zum Nutzen der Menschheit zu verändern. Er begann, sein Leben peinlich genau in einem Tagebuch zu dokumentieren, das er dann ein halbes Jahrhundert lang führte.
Nach mehreren Anstellungen in der Industrie, unter anderem in der Exportabteilung eines fleischverarbeitenden Unternehmens, begann er als Architekt zu arbeiten. In den späten zwanziger Jahren hatte er einigen Erfolg mit neuen Gebäudekonzepten, die er unter dem Namen Dymaxion (Dymaxion-Globus) der Öffentlichkeit vorstellte. Weitere Entwürfe energie- und/oder materialeffizienter Konstruktionen (zum Beispiel ein stromlinienförmiges Auto, ein Badezimmer, Tensegrity) folgten, wurden patentiert und teilweise ebenfalls unter dem Warenzeichen Dymaxion vermarktet. 1970 wurde Fuller zum Mitglied (NA) der National Academy of Design gewählt.

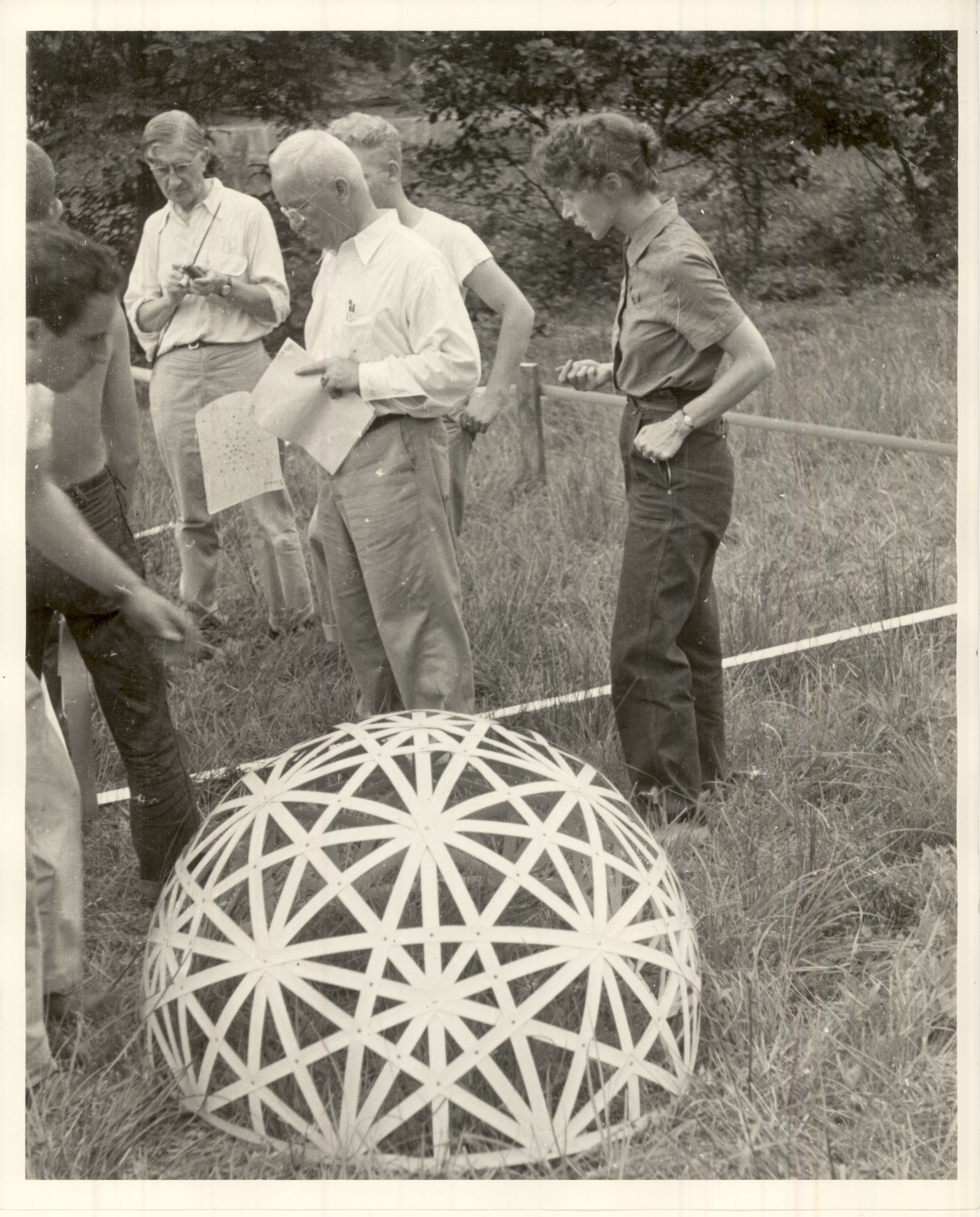
Richard Buckminster Fuller (Mitte), Elaine de Kooning (rechts) und Josef Albers (links) mit Studenten am Black Mountain College, Sommer 1948: Projektstudium – Bau einer geodätischen Kuppel

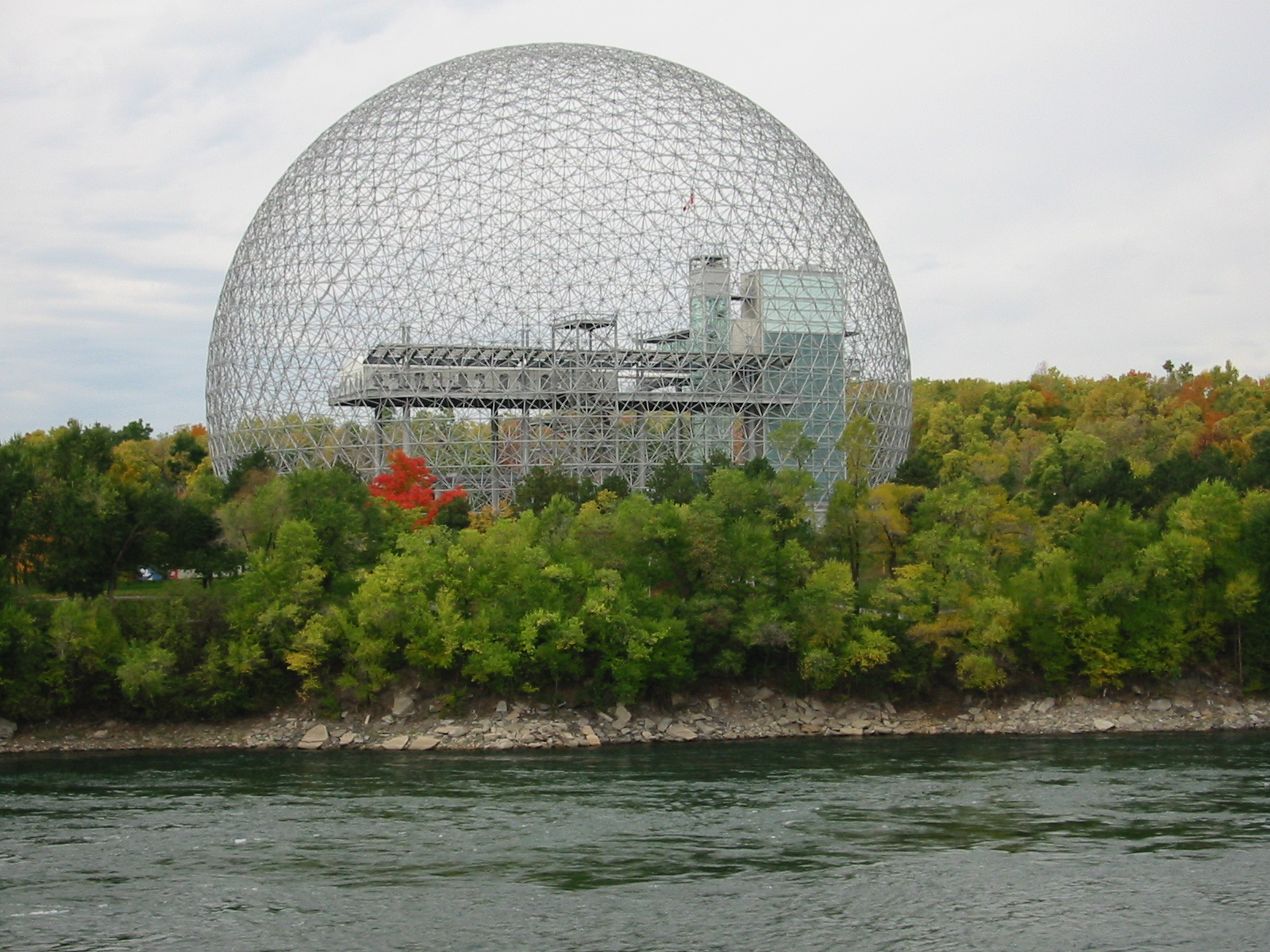
US-Pavillon Biosphère zur Expo 67 von R. Buckminster Fuller

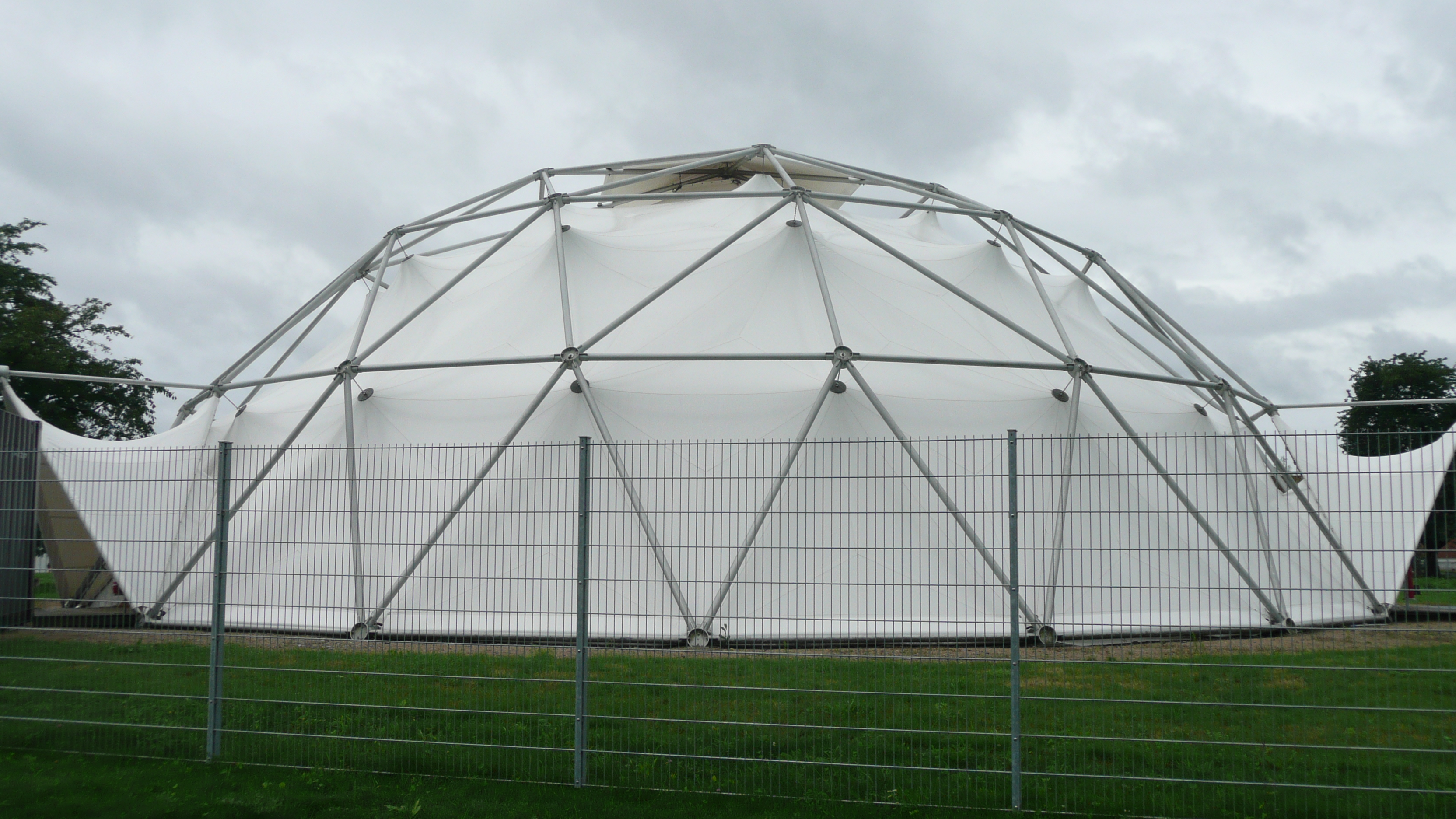
Geodätische Kuppel von R. Buckminster Fuller aus dem Jahre 1978, Detroit, aufgestellt 2000 auf dem Vitra Campus in Weil am Rhein

Bekannt wurde Fuller durch seine Domes oder geodätischen Kuppeln, auch Fuller-Kuppeln genannt, die man meist auf Ausstellungen, in Science-Fiction-Filmen oder als Teil von Militäranlagen (Radarkuppeln) sehen kann und die er 1948 mit Studenten am Black Mountain College im Projektstudium zusammen mit Josef Albers baute. Die bekannteste ist die Biosphère, der Ausstellungspavillon der Vereinigten Staaten an der Expo 67 in Montreal. Auch Achterbahnen fanden in diesen Kugeln Platz (zum Beispiel der Eurosat im Europa-Park bei Rust). Sie basieren auf einer Weiterentwicklung von einfachsten geometrischen Grundkörpern (Tetraeder als 3-Simplex, Oktaeder und dichteste Kugelpackungen) und sind extrem stabil sowie mit geringem Materialaufwand realisierbar. Das Konstruktionsprinzip wurde 1954 patentiert. Ebenso bekannt ist auch sein ab 1965 entworfener Fly’s Eye Dome.
Fuller sah als einer der Ersten das Wirken der Natur als durchgängiges systemisches Wirken unter wirtschaftlichen Prinzipien (Material- und Energieeffizienz und die damit verbundene Tendenz zur Ephemerisierung). Als Maß der Verfügbarkeit von (fossiler) Energie prägte er 1940 den Begriff „energy slave“. Ein anderer wichtiger Aspekt war für ihn das Entdecken von nutzbaren Synergien, ein Begriff, den er mitprägte.
Er wirkte als Designer, Wissenschaftler, Forscher, Entwickler und Schriftsteller und propagierte dabei frühzeitig globale und kosmische Sichtweisen, wie in „Bedienungsanleitung für das Raumschiff Erde“. Den Sinn des Lebens in der Moderne untersuchte er mit der Frage nach der „Integralfunktion des Menschen im Universum“. Seine in späteren Jahren entwickelten Methoden und technischen Konstruktionen versuchen Minimalprinzipien in den Bereichen der Technik fortzuentwickeln, um zur Vermeidung des „kosmischen Bankrottes“  Mittel zur nachhaltigen Fortentwicklung unserer Zivilisation bereitzustellen. Diesem Zweck diente auch 1961 die Propagierung des Spieles World Game, das – im Gegensatz zu Konfliktsimulationen – praktisch aufzeigen sollte, wie spontane Kooperation das Leben aller Menschen verbessern kann.
R. Buckminster Fuller starb am 1. Juli 1983 in Los Angeles. Seine Ehefrau Anne starb weniger als 36 Stunden später. Das gemeinsame Grab befindet sich auf dem Friedhof Mount Auburn in Cambridge, Massachusetts.

## Preise und Auszeichnungen
1968 wurde Fuller Professor an der Southern Illinois University Carbondale, später auch an der University of Pennsylvania. Zwischen 1954 und 1981 erhielt Fuller 47 Ehrendoktorate sowie über 100 Auszeichnungen und Preise.
Nach ihm wurde die dritte bekannte elementare Modifikation des Kohlenstoffs benannt, die Fullerene, deren chemische Struktur an seine Kuppelbauten erinnert. Das bisher am besten erforschte Fulleren C60 wird auch als Buckminster-Fulleren beziehungsweise Bucky Ball bezeichnet.
Fuller war Mitglied und später auch Vorsitzender des Vereins für Hochbegabte Mensa International. Außerdem wurde er 1963 in die American Academy of Arts and Letters und 1968 in die American Academy of Arts and Sciences aufgenommen.
2004 ehrte ihn der United States Postal Service mit einer Briefmarke zum 50. Jahrestag der Patentierung der geodätischen Kuppeln.

## Ausstellungen
- 2011: MARTa Herford: Bucky Fuller & Spaceship Earth und Wir sind alle Astronauten. Universum Richard Buckminster Fuller im Spiegel zeitgenössischer Kunst

## Trivia
Der amerikanische Künstler Matthew Day Jackson ehrte Fuller durch das im Jahre 2007 entstandene Porträt Bucky aus Holz mit einem aus Perlmutt eingelegten Auge. Das Objekt wurde im Jahre 2010 bei Christie’s in New York an den Juwelier Laurence Graff verkauft.
Das Buckminster-Fulleren ist nach ihm benannt.

## Werke (Auswahl)
Konzepte und Gebäude:
- Dymaxion-Haus (1928)
- Dymaxion-Auto (1933)

Entfaltung einer Dymaxion-Weltkarte auf einem Ikosaeder

- Vorgefertigte kompakte Nasszelle (1937)
- Weltkarten (1940)
- Geodätische Gebäude (1943)
- Aluminium-Haus mit Außenhülle aus Plexiglas in Kugelform, hergestellt von Beech Aircraft (1948): keilförmiges Wohnzimmer von 34 m², drei weitere keilförmige Räume, zwei Bäder, ein Vorratsraum mit Kühlschrank, ein Abwaschraum, drei Toiletten, ein Korridor; Gewicht 3 Tonnen[7]
- Tensegritätsstrukturen (1949)
- Geodätische Kuppel für die Ford Motor Company (1953)
- Patent auf geodätische Kuppeln (1954)

- World Peace Game, Strategie-Spiel als Alternative zu Kriegsspielen mit dem Ziel allgemeinen Weltfriedens ohne ökologische Zerstörungen (1961)

## Veröffentlichungen (Auswahl)
- Nine Chains to the Moon. J. B. Lippincott, New York 1938
- Education automation. Freeing the Scholar to Return to His Studies. Doubleday, Garden City, 1960
  - Erziehungsindustrie. Prospekt universaler Planung und Instruktion. Edition Voltaire, Berlin 1970
- Operating Manual for Spaceship Earth. Southern Illinois University Press, Carbondale und Edwardsville 1969, Online auf Webseite des Buckminster Fuller Institutes (Memento vom 25. Dezember 2011 im Internet Archive), Version vom 25. Dezember 2011 im Internet Archive
  - Bedienungsanleitung für das Raumschiff Erde und andere Schriften. Rowohlt, Reinbek 1973, ISBN 3-499-25013-6; veränderte Neuausgabe: Verlag der Kunst, Amsterdam/Dresden 1998, ISBN 90-5705-015-3
- The Prospect for Humanity. In: Saturday Review. 1964
  - Die Aussichten der Menschheit. 1965–1985. Edition Voltaire, Frankfurt/Berlin 1968
- Utopia or oblivion. Jargon Press, Highlands 1969
  - Konkrete Utopie. Die Krise der Menschheit und ihre Chance zu überleben. Econ-Verlag, Düsseldorf/Wien 1974, ISBN 3-430-12994-X
- Intuition. Anchor & Doubleday, Garden City 1971
- Synergetics. Explorations in the Geometry of Thinking (mit E. J. Applewhite). Macmillan, New York 1975/79
- Tetrascroll. Goldilocks and the Three Bears. A Cosmic Fairy Tale. Universal Limited Art Editions, West Islip 1975
  - Goldlöckchen und die drei Bären. Ein Märchen erklärt die moderne Weltsicht im Raumzeitalter = Tetrascroll. DuMont, Köln 1983, ISBN 3-7701-1515-5
- Critical Path. St. Martin’s Press, New York 1981
- Grunch of Giants. Gross Universal Cash Heist. (Memento vom 16. März 2010 im Internet Archive) St. Martin’s Press, New York 1983
  - Grunch. Raubzug der Giganten. VAP, Wiesbaden 1985, ISBN 3-922367-15-1
- Cosmography. A Posthumous Scenario for the Future of Humanity (mit Kiyoshi Kuromiya). Macmillan, New York 1992, ISBN 0-02-541850-5
- Ideas and Integrities: A Spontaneous Autobiographical Disclosure (Series Editor Jaime Snyder), Lars Müller Publishers, Baden/CH 2010, ISBN 978-3-03778-198-2